# Matteo Cambi
Matteo Cambi (Carpi, 14 marzo 1977) è un imprenditore italiano, famoso per essere stato il fondatore del marchio di abbigliamento Guru.

## Biografia
Inizia la propria attività nel 1999 a 22 anni registrando il marchio Guru e cominciando a diffonderne i prodotti in occasione di eventi mondani o presso personaggi dello spettacolo e dello sport, convincendo alcuni di essi a indossare le proprie magliette, in particolare Paolo Maldini, Christian Vieri, Elisabetta Canalis e altri, contribuendo così al successo del marchio. Negli anni seguenti, alla linea moda principale ne vengono affiancate altre destinate agli adolescenti (Guru Gang) e ai bambini (Guru Baby Gang); il marchio viene distribuito in negozi monomarca e in 17 Paesi nel mondo.
Nel 2003, la Jam Session, proprietaria del marchio Guru, dichiara di aver venduto oltre 3 milioni di magliette con la margherita raggiungendo, nel 2007, un fatturato di circa 100 milioni di euro. Nel 2005 Cambi sigla un accordo triennale con Flavio Briatore per la sponsorizzazione della scuderia di Formula 1 Renault R25 pilotata da Fernando Alonso che si aggiudica il mondiale piloti e casa costruttrice per due anni consecutivi; nel 2007 Guru è lo sponsor del pilota di motociclismo spagnolo Jorge Lorenzo che, gareggiando su una Aprilia Classe 250, si aggiudica il mondiale. 
Nel 2012 Cambi viene richiamato dalla nuova proprietà dell'azienda Guru a ricoprire il ruolo di consulente esterno fino ai primi mesi del 2016. Nel gennaio del 2020, lancia un nuovo brand di abbigliamento rivolto alla Generazione Z e ai Millennials denominato Valvola. Nel maggio 2022 viene chiamato dalla nuova proprietà del marchio Guru, Ghep Sarl, per siglare l'iconica t-shirt della Margherita con una Special Edition denominata MC99. Il 18 gennaio 2023 l’imprenditore lancia il nuovo progetto Malgrado Me all'interno del format Valvola "Wish Catcher".

## Vicende giudiziarie
Il 7 luglio 2008 il tribunale di Parma dichiara il fallimento della società per un buco di bilancio di 62 milioni di euro, e debiti per oltre 100 milioni, mentre l'11 luglio, Cambi viene arrestato, insieme alla madre Simona Vecchi e il suo compagno Gianluca Maruccio De Marco, accusato di bancarotta fraudolenta, false comunicazioni sociali, illecite ripartizioni degli utili e riserve sociali, indebita restituzione dei conferimenti, infedeltà patrimoniale, dichiarazione fraudolenta e infedele. La società passa quindi al gruppo indiano Bombay Rayon Fashions. Dopo un periodo di arresto e detenzione di 3 mesi, chiude un patteggiamento a 4 anni di condanna per bancarotta fraudolenta da scontare agli arresti domiciliari e viene affidato al SERT e alla Comunità "Betania" per problemi di droga e alcol. In quel periodo dichiara di essere stato gravemente dipendente dalla cocaina. Il 4 febbraio del 2016 il tribunale di Sorveglianza di Bologna dichiara estinta la pena per Matteo Cambi.

## Libri
Il 6 febbraio del 2016 esce il suo primo libro Margherite di Spine scritto dal giornalista Gabriele Parpiglia ed edito da Mondadori ISBN 9788851051983. Il libro suscita molto scalpore nei media per le confessioni dell'autore circa la pesante dipendenza dalla cocaina che ha rischiato di portarlo alla morte: «La cocaina gestiva le mie emozioni. I miei alti e i miei bassi. Mi facevo dieci pezzi al giorno e quando ero in astinenza, grattavo il muro con la bibbia. Simulavo che il bianco della parete fosse bamba. Sono vivo per miracolo».

## Riconoscimenti
Nel 2005 Cambi riceve il premio Giovane imprenditore della moda «per essere riuscito ad affermare in breve tempo un marchio, uno stile, un'idea», grazie anche agli investimenti messi a punto nelle ultime stagioni, con l'internazionalizzazione e l'espansione in Estremo Oriente.
Il premio è promosso da Camera Nazionale della Moda Italiana, Class Editori, SDA Bocconi e con il patrocinio di Anci e Smi e in collaborazione con Ernst & Young.